# Unternehmenskommunikation
Die Unternehmenskommunikation ist die Organisationskommunikation profitorientierter Organisationen (Unternehmen). Der in der Praxis unscharfe Begriff wird oftmals als Synonym mit unternehmensbezogener PR-Arbeit verwendet. Er schließt jedoch auch die interne Kommunikation sowie die Marktkommunikation ein.

## Begriffsabgrenzung und Überschneidungen
Innerhalb der Kommunikations-, Sozial- und Wirtschaftswissenschaften existieren unterschiedliche Ansätze der Unternehmenskommunikation. Während Unternehmenskommunikation innerhalb der Kommunikationswissenschaft in die gleichwertigen Teilbereiche Public Relations und Marketing differenziert wird, ordnen marketingorientierte Ansätze die Public Relations dem Marketing unter. Die Organisationstheorie und die Theorie der Unternehmensführung akzentuieren demgegenüber die interne oder externe Organisationskommunikation.
Überschneidungen des Begriffs der Unternehmenskommunikation ergeben sich mit dem englischen Corporate Communications. Hiermit ist eine Managementfunktion für Kommunikation in der Unternehmensführung gemeint. Auch die Abgrenzung gegenüber Business Communication ist nicht eindeutig. Dieser Begriff schließt teils die elektronischen Geschäftsprozesse ein, teils deckt er das Führen von Gesprächen mit Mitarbeitern, die Moderation von Sitzungen, Verhandlungen mit Kunden, Lieferanten und Beratern oder die Präsentation von Projekten und Erfolgen ab.

## Theorien der Unternehmenskommunikation

### Unternehmenskommunikation nach Bruhn
Verschärfte Kommunikationsbedingungen, ein erheblicher Anstieg des Kommunikationsangebotes sowie die Informationsüberlastung von Rezipienten führten zur Herausbildung von Konzepten der integrierten Unternehmenskommunikation. Integrierte Unternehmenskommunikation bezeichnet dabei die zeitliche, formale und inhaltliche Integration sämtlicher Kommunikationsmaßnahmen und -instrumente. Durch die Integration soll die Effizienz und Effektivität der Unternehmenskommunikation auf Basis einer einheitlichen Datenplattform gesteigert werden.

### Unternehmenskommunikation nach Lies
Jan Lies definiert Unternehmenskommunikation (corporate communications) als Teilbegriff der Unternehmensführung, der mit Hilfe des Wahrnehmungsmanagements die Reputation (Ruf) prägt.

### Unternehmenskommunikation nach Luhmann
Niklas Luhmann beschreibt Unternehmen als soziale Systeme. Soziale Systeme produzieren Kommunikation als einen Raum, in welchem psychische Systeme als handelnde Personen zur Erscheinung kommen, indem sie an unternehmerischen Entscheidungen durch themenbezogene Beiträge und Selbstbeschreibungen partizipieren, wodurch die Mitarbeitenden ihre Interessen in die Unternehmenskommunikation einspielen können. Unternehmenskommunikation ist aus dieser soziologisch-systemtheoretischen Perspektive nicht etwa die Summe von Handlungen oder sozialpsychologisch definierten Nachrichtenübermittlungen, sondern beschreibt Sinn produzierende operative Einheiten, die Strukturen und Funktionen ihres Unternehmens durch spezifizierte Kommunikationsmedien intern verbreiten, womit sie sich sowohl von ihren Umwelten abgrenzen (externe Unternehmenskommunikation) als auch ihren internen Bestand nachhaltig zu sichern versuchen (interne Unternehmenskommunikation).
Unternehmen, die sich zukunftsfähig im Markt aufstellen, verankern Organisation, Struktur und Funktionen ihrer spezifischen Kommunikation in der Ebene der Unternehmensführung, indem sie beispielsweise ein professionelles Kommunikationsmanagement installieren, welches die Kommunikationsflüsse laufend beobachtet, evaluiert und optimiert.

### Unternehmenskommunikation nach Zerfaß
Ansgar Zerfaß versteht unter Unternehmenskommunikation alle kommunikativen Handlungen von Organisationsmitgliedern, mit denen ein Beitrag zur Aufgabendefinition und -erfüllung in gewinnorientierten Wirtschaftseinheiten geleistet wird.
Das Modell von Zerfaß differenziert die Unternehmenskommunikation in drei Bereiche:
- Organisationskommunikation, die zwischen den Mitgliedern eines Unternehmens meist in direkter Kommunikation abläuft und auch den gesamten Prozess der Leistungserbringung umfasst,
- Marktkommunikation, bei der es um die Abstimmungsprozesse zwischen Zulieferbetrieben, Abnehmern und Wettbewerbern geht sowie
- Öffentlichkeitsarbeit oder Public Relations, die sich um die Integration des Unternehmens in das gesellschaftspolitische Umfeld kümmert und vor allem das Image im Auge hat.[6]

## Studium der Unternehmenskommunikation
Das Studium der Unternehmenskommunikation unter verschiedenen Bezeichnungen und mit verschiedenen Schwerpunkten (Unternehmenskommunikation, Kommunikationsmanagement, Organisationskommunikation, Public Relations) wird im deutschsprachigen Raum an verschiedenen Universitäten und Fachhochschulen angeboten. Die Angebote unterscheiden sich bzgl. der Organisation (Vollzeit-/Teilzeit), Abschlüsse (Bachelor, Master), Zugangsvoraussetzungen und hinsichtlich der beteiligten Dozenten.
Qualifizierungsmöglichkeiten werden zudem in Kompaktseminaren (z. B. durch das Deutsche Institut für Public Relations e. V.), Vollzeitlehrgängen (z. B. an der Journalistenakademie), berufsbegleitenden Lehrgängen (z. B. über die Deutsche Presseakademie), in berufsbegleitenden Studiengängen (z. B. an der Leipzig School of Media sowie der Universität Koblenz-Landau) oder auch als Fernlehrgang an verschiedenen zertifizierten Fern-Universitäten und -Schulen angeboten.